# Når far og mor er klovne
|  | Denne artikel er oprettet af botten PalnaBot ud fra en ekstern database. Den kan derfor have sproglige fejl eller mangler. Denne skabelon kan fjernes efter kontrol af indholdet. |

Når far og mor er klovne er en film instrueret af Annette Mari Olsen.

## Handling
Klovnen er den vigtigste figur i cirkus. En klovn er altid glad, men bag manegens store smil ligger der ofte et hårdt og intenst arbejde. Således også for Viktor, der er tredjegenerations cirkusartist. Filmen følger den russiske dreng Viktor en sommer, hvor han og hans familie og deres to dresserede hunde turnerer med et lille cirkus i Tyskland. Der er ikke mange artister ansat, så en stor del af forestillingen hviler på Viktor og hans familie. Det stiller store krav til Viktor, der ud over at optræde også skal træne og passe sin skole. Om vinteren bor Viktor og familien i en ét-værelses lejlighed i Moskva. I de tre måneder går han i almindelig skole og får mulighed for at se sine venner. Et portræt af en hårdtarbejdende dreng med en stærk vilje og en stor livsglæde.